# ELO's Greatest Hits Vol. 2
ELO's Greatest Hits Vol. 2 je kompilacijski album skupine Electric Light Orchestra (ELO), ki je izšel leta 1992 kot naslednik bolj uspešnega predhodnika ELO's Greatest Hits. Album ni izšel v ZDA.

## Seznam skladb
Vse pesmi je napisal in uglasbil Jeff Lynne.
| Št. | Naslov                     | Z albuma               | Dolžina |
| --- | -------------------------- | ---------------------- | ------- |
| 1.  | „Rock 'n' Roll Is King‟    | Secret Messages, 1983  | 3:07    |
| 2.  | „Hold on Tight‟            | Time, 1981             | 3:06    |
| 3.  | „All Over the World‟       | Xanadu, 1980           | 4:03    |
| 4.  | „Wild West Hero‟           | Out of the Blue, 1977  | 4:40    |
| 5.  | „The Diary of Horace Wimp‟ | Discovery, 1979        | 4:17    |
| 6.  | „Shine a Little Love‟      | Discovery              | 4:39    |
| 7.  | „Confusion‟                | Discovery              | 3:42    |
| 8.  | „Ticket to the Moon‟       | Time                   | 4:06    |
| 9.  | „Don't Bring Me Down‟      | Discovery              | 4:03    |
| 10. | „I'm Alive‟                | Xanadu                 | 3:45    |
| 11. | „Last Train to London‟     | Discovery              | 4:32    |
| 12. | „Don't Walk Away‟          | Xanadu                 | 4:48    |
| 13. | „Here Is the News‟         | Time                   | 3:49    |
| 14. | „Calling America‟          | Balance of Power, 1986 | 4:05    |
| 15. | „Twilight‟                 | Time                   | 3:33    |
| 16. | „Secret Messages‟          | Secret Messages        | 4:47    |

## Osebje
- Jeff Lynne – solo vokali, spremljevalni vokali, kitare, tolkala, klavir
- Bev Bevan – bobni, Minimoog, tolkala, spremljevalni vokali
- Richard Tandy – klavir, sintetizator, klaviature, električne kitare, clavinet, klavir, Mellotron, tolkala, spremljevalni vokali
- Kelly Groucutt – vokali, bas kitara, tolkala, spremljevalni vokali

### Dodatno osebje
- Mik Kaminski – violina
- Melvyn Gale – klavir
- Louis Clark – godalni aranžmaji
- Dave Morgan – spremljevalni vokali